# Копейко Сергій Григорович
Сергій Григорович Копейко (нар. 7 жовтня 1907, Харків, Російська імперія — пом. 11 жовтня 2000, Шебекіно, Росія) — радянський футболіст та тренер, виступав на позиції півзахисника та нападника.

## Клубна кар'єра
Народився 7 жовтня 1907 року в Харкові. Навчався в місцевій гімназії. Футболом розаочав займатися в 1921 році (на той час Сергію виповнилося 14 років), ганяючи м'яча з хлопцями на одному з харківських пустирів. Футболом займався разом зі своїм братом Павлом, а також з іншими однолітками: Юрієм Кондратенком, братами Н. і М. Княжевськими та Борисом Багаєвським. Кумирами для юних футболістів були відомі харківські гравці І. Привалов, М. Кротов, Я. Алфьоров та М. Капустін. На відміну від решти однолітків Сергія в першу чергу цікавила не зовнішня схожість зі своїми кумирами, а їх стиль гри. 
У 1923 році талановитого футболіста помітили керівники новоствореного харківського «Будівельника». У команді швидко став провідним гравцем. У 1928 році прийняв запрошення харківського «Залдору». Проте вже незабаром перейшов до складу харківського «Динамо». У 1933 році потрапив до списку 33-х найкращих футболістів країни. 
У 1936 році перейшов до харківського «Спартака». Наступного року повернувся до харківського «Динамо». З 1938 року захищав кольори іншого харківського колективу «Сільмаш». 12 червня 1938 року допоміг «Сільмашу» обіграти московське «Динамо» (1:0).
Після початку Німецько-радянської війни С.Копейко разом із заводом «Серп і молот» евакуювався до Саратова, випускав боєприпаси.
Навесні 1945 року на честь свята Перемоги ВЦРПС оголосив всесоюзний турнір серед найкращих команд виробничих колективів, у якому взяв участь й «Металіст». Команда дійшла до 1/4 фіналу, але до Горького, на матч з місцевим «Торпедо», їй довелося добиратися три доби. Через це харків'яни поступилися торпедівцям.
У 1945 році повернувся до Харкова, де 38-річний Копейко виступав за «Дзержинець». Його партнерами по команді були на той час ще молоді Г. Борзенко, О. Бакуменко, А. Рабинович, О. Левченко, Г. Кацай.

## Кар'єра в збірній
Залучався до збірних ЦР «Динамо», міст Харкова та Москви, а також збірної УРСР та другої збірної СРСР.

## Стиль гри
|  | Високотехнічний, комунікабельний, невгамовний, коли слід було «завести», підтримати жартом партнерів, кмітливий та веселий. Майстер спокійної, розміреної гри, заснованої на відмінному виборі місця і добре поставлених ударах. |

## Кар'єра тренера
По завершенні футбольної кар'єри розпочав тренерську діяльність. З 1950-х років очолив новостворену команду «Хімік» (Шебекіно) при місцевому хімічному заводі. Допоміг команді 6 разів завоювати чемпіонат Бєлгородської області, ще 4 рази вигравав з «хіміками» обласний кубок. Працював також у місцевій ДЮСШ, серед його вихованців — Леонід Пивко, Борис Коваленко, Сергій Новоченко, Сергій Кристиненко, Юрій Кривченко, Віктор Прохоров та ін.
До червня 1966 року нетривалий період тренував також «Спартак» (Бєлгород).
Помер 11 жовтня 2000 року в Шебекіно, Бєлгородська область.

## Досягнення
- Чемпіонат УРСР
  -  Чемпіон (1): 1932